# Tessy-sur-Vire
Tessy-sur-Vire település Franciaországban, Manche megyében. Lakosainak száma 1425 fő (2018. január 1.). Tessy-sur-Vire Pont-Farcy községgel határos.

## Népesség
A település népessége az elmúlt években az alábbi módon változott:
| Lakosok száma | 1348 | 1420 | 1461 | 1415 | 1427 | 1482 | 1432 | 2406 | 1430 | 1425 |
|               | 1962 | 1968 | 1975 | 1990 | 1999 | 2008 | 2013 | 2016 | 2017 | 2018 |